# 楊定 (東漢)
楊定，字整脩，凉州人，東漢末期人物，与同为凉州出身的胡轸同为凉州大人。董卓部下。

## 生平

### 互鬥連年
董卓死後朝廷由李傕等人掌權，興平元年（194年），楊定由鎮南將軍為安西將軍，和三公有同等權力。興平二年（195年），樊稠被李傕殺害，楊定害怕李傕欲毒害自己而與郭汜聯手欲脅持天子，但為李傕先發制人。後楊奉領兵叛逃李傕，令其勢力大減，張濟來到和解二人，李傕便答允。

### 爭奪天子
張濟提議天子往東遷，天子亦欲回洛陽，升楊定為後將軍，令眾人護送。郭汜本想脅持天子回郿，為楊定、楊奉、董承所知悉，郭汜放棄此打算。楊定與寧輯將軍段煨不和，聯合同黨種輯、左靈誣蔑段煨謀反，攻其營，但久攻不下。李傕等人欲劫回天子，出兵救段煨，大敗楊定等人。楊定本欲回藍田，但為郭汜軍所阻，轉為出逃荊州，自此下落不明（《艺文类聚》卷59王粲《三辅论》云刘表“追杨定于折商”）。